# Șcebrî, Hluhiv
Șcebrî (în ucraineană Щебри) este un sat în comuna Dunaieț din raionul Hluhiv, regiunea Sumî, Ucraina.

## Demografie
Componența lingvistică a localității Șcebrî
     Ucraineană (100%)
Conform recensământului din 2001, toată populația localității Șcebrî era vorbitoare de ucraineană (100%).